# Amadeu IX de Savoia
Amadeu IX de Savoia, anomenat «el Beat» (Thonon-les-Bains, Savoia, 1 de febrer de 1435 - Vercelli, 1472) fou el duc de Savoia entre 1465 i 1472. És venerat com a beat per l'Església catòlica.

## Biografia
Va néixer a la ciutat de Thonon-les-Bains, població situada en aquells moments al Ducat de Savoia i que avui en dia forma part de França, fill del duc Lluís I de Savoia i Anna de Lusignan. Fou net per línia paterna d'Amadeu VIII de Savoia i Maria de Borgonya, i per línia materna de Joan II de Xipre i Carlota de Borbó.

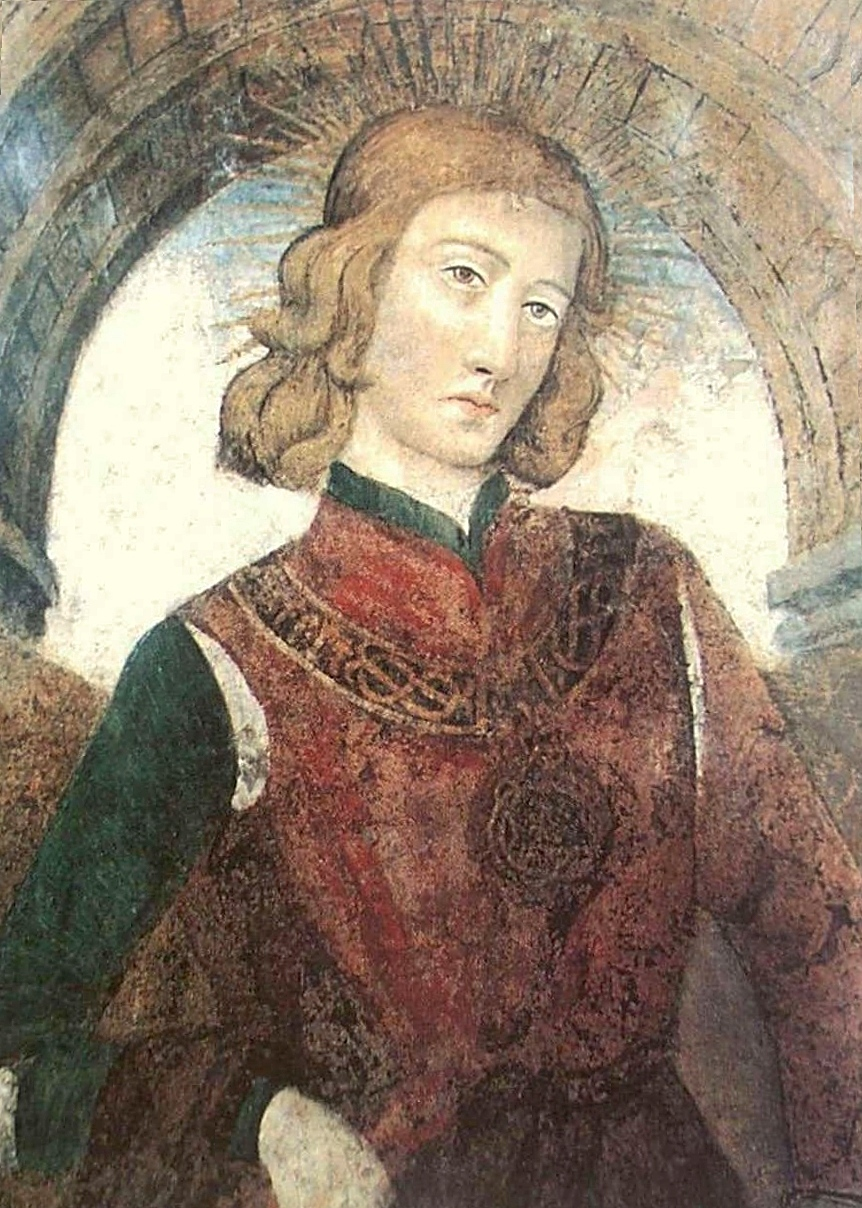
Retrat per Antoine de Lohny, ca. 1474 (Torí, S. Domenico)

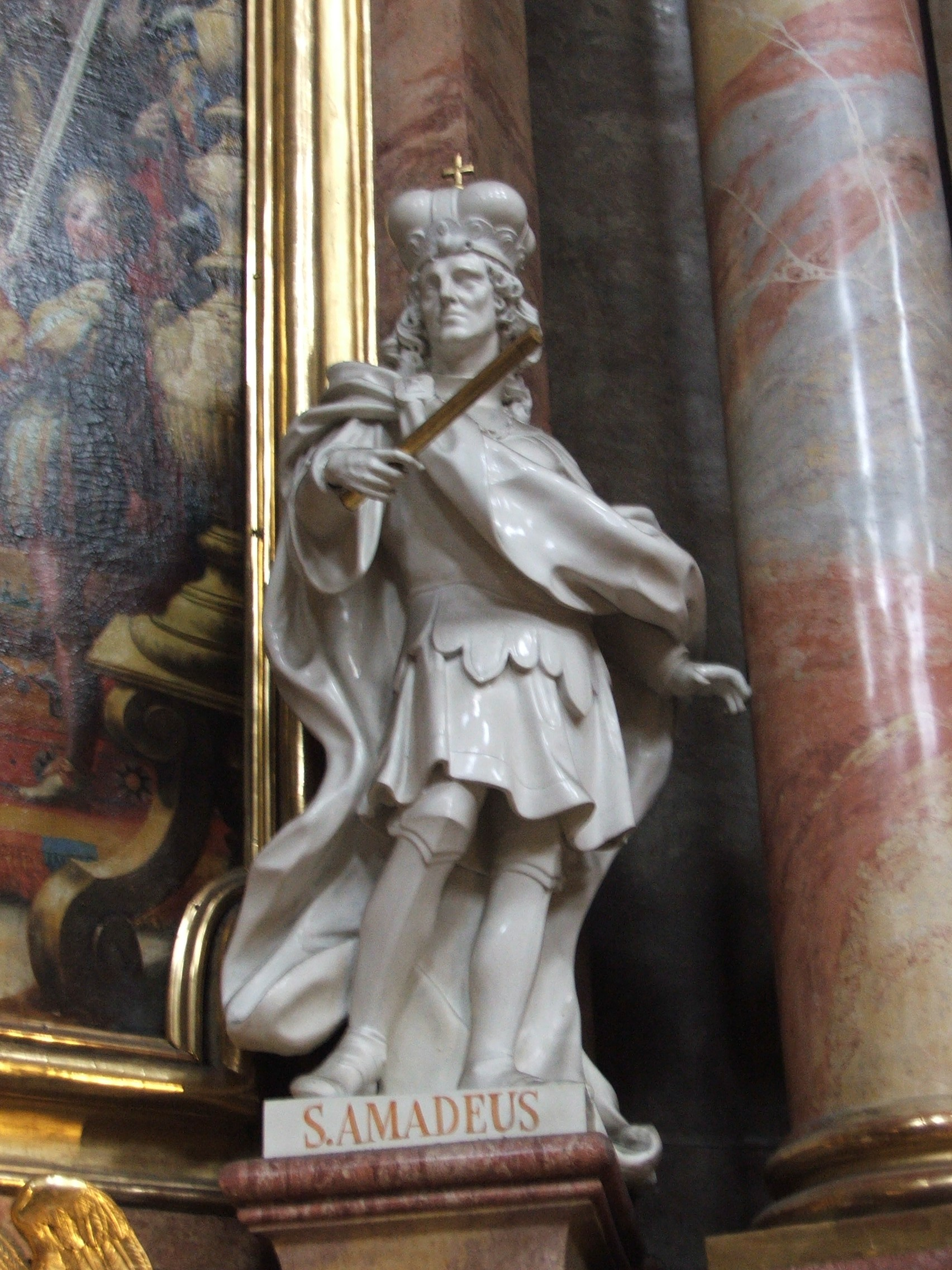
Escultura, (Viena, Peterskirche)

### Ascens al tron ducal
Sense interés pel govern del Ducat de Savoia, s'alià amb el Regne de França per fer front a les envestides de Carles I de Borgonya.
El 1469 davant la greu malaltia que patia (epilèpsia) decidí convocar un consell de regència sota la direcció de la seva esposa Violant i retirar-se de la vida política. El seu germà Felip de Savoia capitanejà una revolta contra Amadeu IX per la seva intenció de deixar el govern sota les regnes de Violant, arribant a ser capturat i només posat en llibertat sota l'amenaça d'atac del Regne de França.

### Núpcies i descendents
Es va casar el 1452 a Clippe amb Violant de Valois, filla del rei Carles VII de França i Maria d'Anjou. D'aquesta unió nasqueren:
- L'infant Lluís de Savoia (1453)
- La infanta Anna de Savoia (1455-1480), casada el 1478 amb el rei Frederic III de Nàpols
- L'infant Carles de Savoia (1456-1471), príncep del Piemont
- L'infant Filibert I de Savoia (1465-1482), duc de Savoia, comte d'Aosta i príncep del Piemont
- La infanta Maria de Savoia (?-1511), casada el 1476 amb el marcgravi Felip de Bade-Hachberg
- La infanta beata Lluïsa de Savoia (1462-1503), casada el 1479 amb Hug de Chalon
- L'infant Bernat de Savoia (1467)
- L'infant Carles I de Savoia (1468-1490), duc de Savoia, comte d'Aosta i príncep del Piemont
- L'infant Jaume Lluís de Savoia (1470-1485), marquès de Gex
- L'infant Joan-Claudi de Savoia (1472)

Al final del seu mandat Amadeu IX es traslladà a la població de Vercelli, on morí el 30 de març de 1472.

## Beatificació
Home de poca significació política, durant la seva malaltia va enfortir la seva fe. Molt estimat pel seu poble, al que sentia molt proper, va destacar per la seva caritat envers els necessitats, fet pel qual va rebre el sobrenom de Beat. De vida frugal i austera, dedicava la seva fortuna als pobres. Va donar suport a la idea de Pius II de fer una croada per alliberar Constantinoble.
Conegut per la seva caritat, d'aquí el seu sobrenom de el Beat, fou beatificat el 1677 pel papa Innocenci XI a petició de Francesc de Sales, Roberto Bellarmino i Maurici de Savoia.